# Eleonore Staimer
Eleonore Staimer, née Eleonore Pieck le 14 avril 1906 à Brême et morte le 7 novembre 1998 à Berlin, est une diplomate et femme politique est-allemande.

## Biographie
Elle est la fille du président de la République démocratique allemande Wilhelm Pieck.
Après avoir fréquenté la Volksschule, elle travaille comme dactylographe. En 1920, elle rejoint le Parti communiste (KDD) et en 1923 devient secrétaire du Comité central du Parti communiste. En même temps, elle est membre du groupe KPD au Parlement prussien. En 1930, elle rejoint la représentation commerciale soviétique à Berlin et travaille à la Commission du commerce extérieur à Moscou. Après l'arrivée au pouvoir d'Adolf Hitler en 1933, elle part en exil dans la capitale soviétique et travaille pour le Secours rouge international. Après l'attaque allemande contre l'Union soviétique, elle est évacuée à Oufa en 1941 et étudie à l'école du Komintern de Kuzhnarenkovo en 1941-1942. Plus tard, elle collabore à la rédaction de la Nationalkomitee Freies Deutschland.
Le 28 mai 1945, elle retourne en Allemagne avec sa belle-sœur Grete Lode-Pieck et travaille brièvement au département éditorial du Deutsche Zeitung de Stettin. Jusqu'en août 1945, elle est chef adjointe du département de la culture du KPD-Landleitung de Mecklembourg, à Schwerin. Après cela, elle devient chef du département du secrétariat central du KPD-SED jusqu'en 1949. Après la fondation de la RDA en octobre 1949, elle occupe le poste de chef du département du commerce extérieur au ministère du Commerce extérieur et de l'Approvisionnement en matériaux. D'octobre 1953 à janvier 1957, elle est secrétaire d'État et sous-ministre dans ce ministère. En janvier 1958, elle rejoint le service diplomatique et devient représentante de la RDA en Yougoslavie. D'octobre 1966 à février 1969, elle est la première ambassadrice de la RDA en Yougoslavie. Elle est ensuite employée par le ministère des Affaires étrangères de la RDA jusqu'en octobre 1970. À partir du 1er novembre 1970, elle est directrice générale adjointe des agences de voyages de la RDA dans le domaine des relations internationales, des relations publiques et de la recherche de marché. En 1975, elle part à la retraite et devient membre du comité des combattants de la résistance antifasciste de la RDA.

## Vie privée
Entre 1939 et 1945, elle est mariée à Josef Springer, un employé de l'Internationale communiste. Après leur séparation, elle se remarie en 1947 avec l'homme politique Richard Staimer, jusqu'à leur divorce en 1954.

## Décorations
- 1964 : Bannière du Travail
- 1966 : Ordre du Mérite patriotique (or)
- 1971 : Ordre du Mérite patriotique (fermoir honorifique en or)
- 1976 : Étoile de l'amitié des peuples (or)
- 1981 : Ordre de Karl-Marx

## Source
- (de) Cet article est partiellement ou en totalité issu de l’article de Wikipédia en allemand intitulé « Eleonore Staimer » (voir la liste des auteurs).